# Дуда, Ян-Кшиштоф
Я́н-Кши́штоф Ду́да (пол. Jan-Krzysztof Duda; род. 26 апреля 1998, Краков) — польский шахматист, гроссмейстер (2013). Обладатель Кубка мира 2021, чемпион Европы по быстрым шахматам (2014), чемпион Польши (2018). Участник турнира претендентов 2022.
Дуда занимает 1-е место в рейтинге шахматистов Польши и входит в двадцатку в мировом рейтинге.
За достижения в шахматах был награждён Крестом заслуги.

## Карьера

### 2002—2012
В шахматы начал играть в 5 лет.
В 2005 году стал чемпионом Германии до 8 лет.
В октябре 2006 года Дуда получил свой первый рейтинг ФИДЕ. Завоевал бронзовую медаль на чемпионате Польши до 10 лет в Колобжеге. В 2007 году в городе Устронь одержал победу на чемпионатах Польши в своей возрастной категории. 
В 2008 году Дуда выиграл чемпионат мира до 10 лет и получил звание мастера ФИДЕ. Во 2-й раз выиграл чемпионат Польши до 10 лет.
В 2012 году одержал победу на чемпионате Польши в категории до 18 лет. Выиграл  чемпионат Европы до 14 лет в Праге. Сыграл вничью с Яном Крейчийем на шахматном летнем турнире в Оломоуце и получил звание международного мастера.

### 2013–2014
В мае 2013 года Дуда на индивидуальном чемпионате Европы в возрасте 15 лет и 21 дня достиг своей последней гроссмейстерской нормы. Он стал 2-м самым молодым польским гроссмейстером после Дариуша Сверча.
В апреле 2013 года занял 1-е место на 1-м субботнем гроссмейстерском турнире в Будапеште.
В августе 2013 года принял участие в Кубке мира 2013, где его выбил в 1-м раунде Василий Иванчук. В октябре ФИДЕ официально присвоила ему звание гроссмейстера.
В августе 2014 года сыграл за сборную Польши на третьей доске на 41-й шахматной олимпиаде в Тромсё, набрав 8,5 из 11.
В декабре 2014 года в Вроцлаве Дуда выиграл чемпионат Европы по быстрым шахматам и взял серебро на чемпионате Европы по блицу.

### 2015–2016
В июле 2015 года выиграл круговой турнир в Мартуни. В сентябре разделил 1-е место с Михаилом Антиповым на юношеском чемпионате мира в Ханты-Мансийске, но в итоге занял 3-е место. В 2016 году был награждён президентом Польши Анджеем Дудой Крестом Заслуги за «большие спортивные достижениями в 2016 году, а также вкладом в популяризацию шахмат».

### 2017–2018
1 июля 2017 года Дуда стал первым польским юниором, преодолевшим рейтинг 2700. С рейтингом 2707 он был вторым по рейтингу польским игроком и 41-м в мире на тот момент.
В мае 2018 года Дуда выиграл чемпионат Польши с результатом 6½ из 9 (+4–0=5), опередив на 1 очко Кацпера Пёруна.
В июле 2018 года занял 1-е место в рейтинге Польши и 1-е место в рейтинге среди юниоров.
В июле 2018 года выступил на турнире в Дортмунте, заняв 4-е место с результатом 4 из 7 (+2–1=4).
На шахматной олимпиаде 2018 в Батуми Дуда победил Иванчука и сыграл вничью с Ароняном, Анандом, Каруаной, Мамедьяровым и Карякиным, заняв 4-е место в общем зачёте.
В 2018 году Дуда дошёл до полуфинала Speed Chess Championship, победил Карякина и Грищука, но проиграл Со.
В декабре 2018 года Дуда занял 2-е место на чемпионате мира по блицу в Санкт-Петербурге с результатом 16½ из 21 (+15–3=3), отстав на ½ от победителя Магнуса Карлсена.

## Инциденты
В декабре 2023 года Дуда на чемпионате мира по быстрым шахматам в Самарканде отказался пожать руку российскому гроссмейстеру Денису Хисматуллину перед игрой в первом туре.

## Личная жизнь
Окончил университетскую школу физического воспитания в Кракове в 2020 году.
Любит слушать Бетховена, Моцарта и группу Queen.

## Изменения рейтинга
| Графики недоступны из-за технических проблем. См. информацию на Фабрикаторе и на mediawiki.org. |